# Zvjezdast skup
U geometriji, skup {\displaystyle S} je zvjezdast ako postoji točka {\displaystyle a\in S} takva da je za svaku točku {\displaystyle z\in S} ravni segment {\displaystyle [a,z]} sadržan u {\displaystyle S}.
U ovom smislu, zvjezdast skup je proširenje definicije konveksnog skupa, tj. svaki konveksan skup je ujedno i zvjezdast, dok obrat ne vrijedi.